# Actia pulex
Actia pulex là một loài ruồi trong họ Tachinidae.